# NX35
NX35(ノース・バイ・サーティーファイブ)は2009年3月にテキサス州デントン市で始められた音楽祭である。インディー及びローカルバンドを重視したこのイベントは、同時期にテキサス州オースティンで行われる音楽祭SXSW(サウス・バイ・サウス・ウエスト)の形態をとり、4月に行われるDenton Arts and Jazz Festivalとは異なったイベントとして賑わいを見せている。第一回である2009年には、124バンド、4000人のファンがこのイベントに参加した。
第二回である2010年には、ザ・フレーミング・リップス(The Flaming Lips)、ミッドレイク、(Midlake)、Sarah Jaffe、Snarky Puppy、Oso Closo、Sleep Whaleなどが参加した。